# Cloche de l'église de Breuillet (Charente-Maritime)
La cloche de l'église Saint-Vivien à Breuillet, une commune du département de la Charente-Maritime dans la région Nouvelle-Aquitaine en France, est une cloche de bronze datant de 1767. Elle a été classée monument historique au titre d'objet le 22 avril 1942. 
La cloche est fondue par Jean Boutinet.
Inscription : « J'AI EU POUR PARAIN MRE PIERRE BOSCAT DE REAL COMTE DE MORNAC OFFICIER DU REGIMENT DU ROY INFANTERIE ET POUR MARAINE DAME RENE FRANÇOIS D'AIGUIERES CHEVALIER DE L'ORDRE ROYAL ET MILITAIRE DE SAINT LOUIS LIEUTENANT DES MARECHAUX DE FRANCE JEAN BOUTINET M'A FAIT L'AN 1767 ; transcription SOUMISE PAR LE CURE ».